# Équipe d'Inde de rugby à XV
L'équipe d'Inde de rugby à XV rassemble les meilleurs joueurs de la République d'Inde.
Son meilleur classement a été la 86e place mondiale (sur 95 équipes classées) en juillet 2005. Son capitaine est Nasser Hussain, surnommé "Nino", et son sélectionneur est le Néo-zélandais Willie Hetaraka.
Il y a en tout 13 200 licenciés de rugby en Inde. L'Inde est admise à l'IRB en 2001.
Mais il lui a fallu patienter trois années avant de remporter un match : elle bat finalement le Pakistan sur le score de 56 à 3.
En 2005, l'Inde a entamé sa campagne de qualification pour la coupe du monde de rugby 2007, mais une défaite 22-36 contre le Kazakhstan a mis un terme rapide à l'aventure. Elle déçoit en réalisant un match nul (8-8) contre Guam, mais a tout de même fini second de son groupe de quatre équipes en battant la Malaisie 48-12 ce qui dénote de réels progrès car deux ans auparavant la Malaisie l'avait emporté 20-13 en match amical. Seul le premier était qualifié et l'Inde est éliminée.

## Historique
L'équipe d'Inde est classée à la 68e place au classement IRB.
Ses statistiques au niveau des rencontres internationales reconnues par l'IRB est : deux victoires, un nul, quatorze défaites.

## Palmarès
- Coupe du monde
  - 1987 : pas invité
  - 1991 : pas qualifié
  - 1995 : pas qualifié
  - 1999 : pas qualifié
  - 2003 : pas qualifié
  - 2007 : pas qualifié
  - 2011 : pas qualifié
  - 2015 : pas qualifié